# Asopinae
Asopinae Spinola, 1850, è una sottofamiglia di insetti dell'ordine Rhynchota Heteroptera, compresa nella famiglia Pentatomidae. Comprende oltre 350 specie distribuite in tutto il mondo.

## Descrizione e biologia
La morfologia degli Asopini riprende essenzialmente quella degli altri pentatomidi. L'elemento morfologico differenziale più importante risiede nella base dell'apparato boccale: il segmento basale del rostro è spesso ed è più lungo delle bucculae; a riposo pertanto è ben visibile in quanto non resta nascosto dalle bucculae.

## Biologia
L'aspetto più importante della biologia di questi pentatomidi risiede nel loro regime dietetico. In generale, tutti i pentatomidi hanno un potenziale regime dietetico misto e molti insetti di questa famiglia possono passare ad un regime zoofago, nutrendosi dell'emolinfa di altri insetti. Questo comportamento è tuttavia un adattamento secondario e la maggior parte delle specie della famiglia si comporta normalmente come fitofaga in tutti gli stadi di sviluppo.
Gli Asopini sono invece primariamente zoofagi e la fitofagia si riscontra solo negli stadi giovanili oppure, occasionalmente o in alcune specie, come adattamento secondario degli adulti. La maggior parte degli Asopini attaccano insetti potenzialmente dannosi, generalmente fillofagi, in particolare larve di Lepidotteri e uova di Coleotteri Crisomelidi, perciò sono da considerarsi insetti utili a tutti gli effetti.

## Distribuzione
La sottofamiglia degli Asopini è cosmopolita ed è perciò rappresentata in tutte le regioni zoogeografiche. Circa la metà delle specie è tuttavia concentrata nell'Asia sudorientale e nell'Oceania.

## Sistematica
La famiglia comprende circa 360 specie ripartite fra i seguenti 65 generi:
- Afrius [1]
- Alcaeorrhynchus [2]
- Amyotea
- Anasida
- Andrallus [3]
- Apateticus
- Apoecilus
- Arma
- Australojalla
- Blachia [4]
- Brontocoris
- Bulbostethus
- Canthecona
- Cantheconidea
- Cazira [5]
- Cecyrina
- Cermatulus
- Colpothyreus
- Comperocoris
- Coryzorhaphis [6]
- Damarius
- Dinorhynchus [7]

- Discocera [8]
- Dorycoris [9]
- Ealda
- Eocanthecona
- Euthyrhynchus
- Friarius
- Glypsus [10]
- Hemallia [11]
- Heteroscelis [12]
- Hoploxys
- Jalla
- Jalloides
- Leptolobus [13]
- Macrorhaphis
- Marmessulus [14]
- Martinia
- Martinina [15]
- Mecosoma
- Megarhaphis
- Mineus
- Montrouzieriellus [16]

- Oechalia [17]
- Oplomus [18]
- Ornithosoma
- Parajalla [19]
- Parealda
- Perillus [20]
- Picromerus
- Pinthaeus
- Planopsis
- Platynopiellus
- Platynopus
- Podisus [21]
- Ponapea
- Pseudanasida
- Rhacognathus
- Stiretrus [22]
- Supputius
- Troilus
- Tylospilus
- Tynacantha
- Tyrannocoris
- Zicrona